# Inverted Powered Coaster

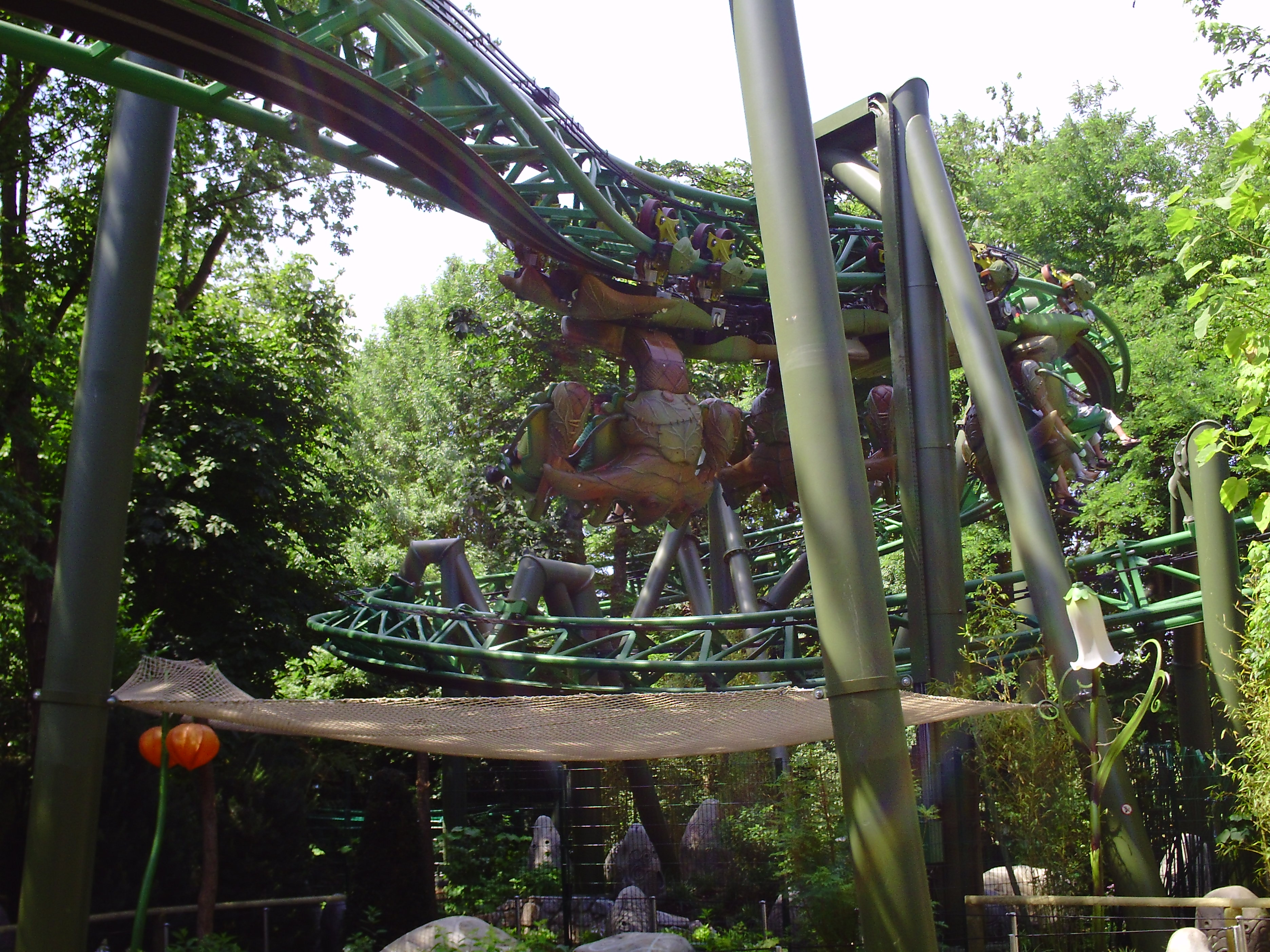
Der Prototyp dieses Achterbahnmodells im Europapark

Der Inverted Powered Coaster ist ein Achterbahntyp des Herstellers Mack Rides aus Waldkirch. Als erste Anlage dieses Typs wurde im Europa-Park im Juli 2014 Arthur - The Ride eröffnet.

## Fahrsystem
Die Züge hängen, wie bei einem Inverted Coaster üblich, unter den Schienen. Bei diesem Typ werden die Züge jedoch nicht durch die Schwerkraft beschleunigt, sondern durch Elektromotoren angetrieben (siehe auch Powered Coaster). Diese ermöglichen Beschleunigungen und Stopps an jeder Stelle der Strecke. Die Gondeln sind dabei mit einem eigenen Drehprofil ausgestattet, das per Elektromotoren ermöglicht, die Passagiere in die jeweiligen Szenen blicken zu lassen. Dadurch lassen sich hochkomplexe thematische Anlagen realisieren. Dank des durchgängigen Antriebs können sämtliche Sequenzen von gemütlicher Themenfahrt bis hin zu rasanten Achterbahnparts ermöglicht werden.

## Züge
Die Züge hängen unter den Schienen und sind mit Elektromotoren sowie ausgefeilter Schaltungstechnik ausgestattet. Um diese unterzubringen, werden eigene Wagen für die Motoren und Technik in die Züge eingebaut. Die Züge besitzen drei Reihen mit jeweils vier Sitzen, was zwölf Sitze pro Zug ermöglicht.
Zusätzlich gibt es die Möglichkeit, die Züge mit Onboardsound und interaktiven Möglichkeiten auszustatten.

## Auslieferungen
| Name              | Park                      | Land                         | Layout | Eröffnung     |
| ----------------- | ------------------------- | ---------------------------- | ------ | ------------- |
| Arthur            | Europa-Park               | Deutschland                  | Custom | Juli 2014     |
| Dragon Gliders    | Motiongate                | Vereinigte Arabische Emirate | Custom | 25. Apr. 2017 |
| Jurassic Flyers   | Universal Studios Beijing | Volksrepublik China          | Custom | 30. Sep. 2021 |
| Delia's Adventure | BON Luxury Theme Park     | Mexiko                       |        | 2025 (im Bau) |